# Solanum tumulicola
Solanum tumulicola är en potatisväxtart som beskrevs av Symon. Solanum tumulicola ingår i släktet skattor som ingår i familjen potatisväxter. Inga underarter finns listade i Catalogue of Life.